# District de Château Chinon
1790–1800
Entités suivantes :
- Arrondissement de Château-Chinon (Ville)

Le district de Château-Chinon est une ancienne division territoriale française du département de la Nièvre de 1790 à 1795.
Il était composé des cantons de Château-Chinon (Ville), Aunay, Mont Reuillon et Mont Sauche.